# Potamalpheops johnsoni
Potamalpheops johnsoni is een garnalensoort uit de familie van de Alpheidae. De wetenschappelijke naam van de soort is voor het eerst geldig gepubliceerd in 2003 door Anker.